# Ocvirk
Ocvirk je priimek več znanih Slovencev:
- Andrej (Andro) Ocvirk (1942—2019), kemik, gospodarstvenik in politik
- Anton Ocvirk (1907—1980), literarni zgodovinar in komparativist, univerzitetni profesor, akademik
- Drago Karl Ocvirk (*1951), teolog, religiolog in misiolog, prof. TEOF
- Ivan Ocvirk (1883—1951), slovensko-hrvaški glasbenik, organist in skladatelj
- Ivan Ocvirk, španski borec
- Janja Ocvirk, zdravnica internistka, onkologinja, prof. MF, strok. direktorica OI
- Jože Ocvirk (*1950), biolog, ribič, strokovnjak za soško postrv
- Jožef Ivan Ocvirk, zdravnik, predsednik Društva za zdravje naroda
- Maks(imiljan) Ocvirk (1870—1940), duhovnik
- Marjan Ocvirk (1935—2017), arhitekt, profesor FA
- Matjaž Ocvirk, igralec
- Metka Ocvirk, filmska igralka
- Miha Ocvirk, kemijski tehnolog, bioznanstvenik, strokovnjak za hmelj
- Mojmir Ocvirk (*1961), politik, medijski podjetnik, športni funkcionar
- Peter Ocvirk (*1931), arhitekt, urbanist (Dunaj)
- Saška Ocvirk (*1979), radijska in časopisna novinarka, specializantka logoterapije, knjižna urednica pri Celjski Mohorjevi družbi
- Srečko Ocvirk (*1969), politik, župan Sevnice
- Tomaž Ocvirk (*1973), rokometni trener
- Vasja Ocvirk (1920—1985), pisatelj, dramatik in publicist
- Vasja Ocvirk (*1966), DJ in rock glasbenik ("Strelnikoff")
- Zdravko Ocvirk (1908—1957), pesnik, dramatik in igralec